# Injaz
Injaz (Dubái, Emiratos Árabes Unidos, 8 de abril de 2009) es el primer camello clonado en la historia (hembra). Sus creadores son los científicos del Camel Reproduction Centre, en Dubái. Su nacimiento fue anunciado seis días después, el 14 de abril de 2009.

## Nacimiento de Injaz
Injaz es el resultado de una transferencia nuclear desde una célula donante diferenciada a un óvulo no fecundado y anucleado (sin núcleo) implantado después en una hembra portadora, de manera análoga al caso de la oveja Dolly en 1996. Injaz nació después de una gestación normal de 378 días tras una serie de intentos fallidos de producir un clon. El donante genético fue un camello sacrificado en 2005 por su carne.